# Continuo de la virtualidad
El concepto de continuo de la virtualidad (virtuality continuum en inglés) fue definido por primera vez el año 1994, por Paul Milgram y Fumio Kishino. El continuo de la virtualidad es un concepto que sirve para describir que existe una escala continua que oscila entre lo que se puede definir como completamente virtual, es decir, una realidad virtual, y lo que es completamente real (la realidad) . Así que intenta abarcar todas las posibles variaciones y composiciones de objetos virtuales y reales.

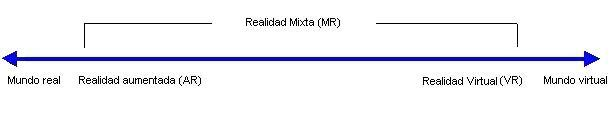
Esquema del continuo de la virtualidad.

De izquierda a derecha va aumentando el grado de estímulos generados por ordenadores. En el extremo derecho se encuentra lo que se llama realidad virtual inmersiva, donde todos los estímulos son generados por ordenador. En cambio, el extremo izquierda se encuentra aquello que es totalmente real, es decir, que se pueden tocar y sentir como estamos acostumbrados a hacerlo en la vida cotidiana. El área comprendida entre los dos extremos, donde la realidad y la virtualidad se mezclan, se encuentra aquello que se conoce como realidad mixta. 
El término que se utiliza para describir al conjunto de tecnologías en el continuo de la virtualidad es realidad extendida (RE). Realidad aumentada (RA) es cuando la virtualidad aumenta la realidad. Cuando objetos virtuales se superponen a la realidad que nosotros conocemos. Los objetos virtuales enriquecen la realidad introduciendo objetos virtuales en ella. En la virtualidad aumentada (VA) los objetos reales aumentan la virtualidad. Un ejemplo sería cuando en un estado de inmersión, generalmente a través de un casco de realidad virtual, es posible interactuar con objetos reales y no únicamente con objetos virtuales como es en el caso de la realidad virtual (RV).
Existen sistemas de realidad extendida que permiten interactuar a través de las diferentes subclases de realidad extendida, incluso permitiendo transición entre ellas. Esta categoría de tecnología es llamada cross-reality.